# 凱文·皮拉
凱文·安德魯·皮拉（英語：Kevin Andrew Pillar，1989年1月4日—），為前美國職棒大聯盟的外野手，生涯曾效力於藍鳥、巨人、紅襪、洛磯、大都會、道奇、勇士、白襪、天使與遊騎兵等隊。
2011年美國職棒大聯盟選秀，藍鳥隊在第32輪才選進皮拉。他在大學時期曾達成過連續54場擊出安打的紀錄，大學生涯打擊率高達3成67。
皮拉的防守能力很優異，他在2015年拿下威爾森年度防守獎。2016年被提名至防守聖經獎的名單內。

## 職業生涯

### 多倫多藍鳥

#### 2013年
8月14日，球隊在中外野手Colby Rasmus受傷以及Emilio Bonifacio被交易至皇家後，皮拉登上大聯盟。他是2011年藍鳥的選秀球員中，最早登上大聯盟的。
8月20日，在面對洋基隊的雙重賽中，皮拉擊出大聯盟首安。8月24日，他面對太空人隊擊出大聯盟首轟。.

#### 2014年
該年的3月22日到5月13日皮拉都在3A打球。他在3A達成連續26場比賽上壘的隊史紀錄，還有連續18場比賽擊出安打。他在小聯盟打擊率高達3成05，後來藍鳥隊將內野手Jonathan Diaz下放3A，把位置讓給皮拉。
6月9日，皮拉在9局下擊出再見安打。6月24日，他因為對總教練丟球棒而遭到再次下放。後來在8月26日，藍鳥隊將左外野手Nolan Reimold指定讓渡才讓皮拉又有機會上大聯盟。

#### 2015年
2015年球季開打前，藍鳥隊從水手隊交易來了外野手麥可·桑德斯。不過桑德斯在春訓時造成半月板撕裂傷，因此皮拉還是成為了隊上的先發外野手。
6月2日，皮拉達成生涯首次雙響砲，而且苦主正是國民隊的麥斯·薛澤。皮拉也成為第一位面對薛澤擊出雙響砲的右打者。9月21日至27日，皮拉的打擊率高達5成24，2轟6分打點。他也順利獲選為美聯單週最佳球員。
這一年是皮拉首個完整球季。他的打擊率為2成78，12轟56分打點，另外還有25次盜壘成功。他在2015年美國聯盟分區賽全數登板，打擊率3成33，1轟4分打點。不過藍鳥隊最後在美聯冠軍賽輸給了皇家。
10月29日，他與凱文·基爾邁爾以及麥可·楚奧特競爭金手套獎，最後由基爾邁爾勝出。11月11日，他獲選了威爾森年度防守獎。

#### 2016年
這一年他依然擔任藍鳥隊的開路先鋒。不過他到4月16日之前打擊率僅1成88，而且沒有任何保送。因此他中間一度遭到下放。8月初，他因為滑壘受傷而造成球季提前結束。該年他的勝利貢獻值在球隊中僅贏過賈許·唐納森。9月6日，他還被提名至羅伯托·克萊門特獎的名單內。
總計他該年打擊率為2成66，7轟53分打點。他的防守能力在中外野手中依然頂尖。這一年球隊再次進入季後賽，不過皮拉在季後賽32個打數僅僅擊出3支安打，球隊再一次於美聯冠軍賽被淘汰。
這一年他與他與小傑基·布萊德利以及凱文·基爾邁爾競爭金手套獎。10月28日，他獲選防守聖經獎。

#### 2017年
該年2月8日，皮拉成為體育遊戲職業棒球 家庭競技場加拿大版的封面人物。球季剛開始，他與二壘手Devon Travis一同分擔上場時間。不過後來Travis表現不太好，所以最後皮拉站穩了開路先鋒的位置。5月14日，皮拉擊出了生涯首支再見全壘打。
5月17日，皮拉在一次遭到勇士隊投手Jason Motte以一個快速投球三振後，對著Motte講了一些同性戀歧視的字眼。後來引發了雙方板凳清空，皮拉隨後也公開向Motte道歉。隔天，藍鳥隊召開一個記者會，皮拉再次向Motte道歉。而藍鳥隊也將皮拉禁賽2場，他也遭到大聯盟罰款。
該年他打擊率為2成56，16轟42分打點。.997的防守率為中外野手最高。10月28日，他還被提名至金手套獎的投票名單內。

#### 2018年
1月12日，為了避免薪資仲裁，皮拉與藍鳥隊簽下1年325萬美元的合約。3月31日，皮拉成為藍鳥隊史第一位單局盜壘成功三次的球員。他也是球隊繼2007年的艾倫·希爾後第一位盜本壘成功的球員。7月15日，他在一次撲接時造成右胸鎖關節受傷而進入傷兵名單。
該年他的打擊率為2成52，15轟59分打點。單季40支二壘安打為生涯新高。當球隊在季中將投手Aaron Loup交易之後，皮拉便成為球隊中最資深的球員。

#### 2019年
該年1月，皮拉為再度避免薪資仲裁，於是跟藍鳥隊簽下1年580萬美元的合約。不過該年他只在藍鳥隊出賽5場比賽就被交易。總計他在藍鳥隊7年，盜壘成功率高達75.82%，為藍鳥隊史最高紀錄。

### 舊金山巨人

#### 2019年
2019年4月2日，藍鳥隊用皮拉向巨人隊交易Alen Hanson、Derek Law和Juan De Paula等三名球員。4月8日，皮拉擊出生涯首發滿貫砲。8月17日，皮拉面對響尾蛇隊達成生涯單場新高的5支安打。
9月27日，皮拉獲得了威利·麥克獎(此獎為頒發給最能鼓舞人心的巨人球員)。12月2日，皮拉未獲巨人隊續約，成為自由球員。

### 波士頓紅襪
2020年2月14日，皮拉以1年425萬美元的合約加盟紅襪。雖然這年紅襪戰績不佳，不過皮拉的打擊率為2成74，在隊上算是少數亮點。而且他這年在紅襪完全沒有發生守備失誤。

### 科羅拉多洛磯
2020年8月31日，紅襪隊將皮拉交易至洛磯，換來一名日後指定球員。他在洛磯隊的打擊率為3成08，並敲出2轟與13分打點。

### 紐約大都會
2021年2月15日，他與大都會簽下1年500萬美元的合約。5月17日，他被觸身球砸中臉部，導致他提前退場。這也讓他後來回到球場有幾週的時間都要戴著面罩上場打擊。整季他繳出2成31的打擊率，並敲出15轟與47分打點。他在得點圈有人的情況下打擊率高達3成，防守方面，他更是整季守備無失誤。

### 洛杉磯道奇
2022年3月22日，皮拉與道奇簽下小聯盟約。他在3A繳出3成15的打擊率，不過他在大聯盟僅敲出1支二壘安打。6月1日，他在滑壘時傷到左肩。最後他都沒有回到大聯盟。

### 亞特蘭大勇士
2023年1月18日，皮拉與勇士簽下小聯盟約。他在5月5日敲出生涯第100轟。整季他繳出2成28的打擊率，並敲出9轟與32分打點。

### 芝加哥白襪
2024年2月4日，皮拉與白襪簽下小聯盟約。他在3月22日被釋出，不過後來又重簽小聯盟約。他在大聯盟只留下1成60的打擊率，並敲出1轟與4分打點。4月26日，球隊簽下湯米·范姆而將皮拉給指定讓渡。後來他被下放3A，沒多久便成為自由球員。

### 洛杉磯天使

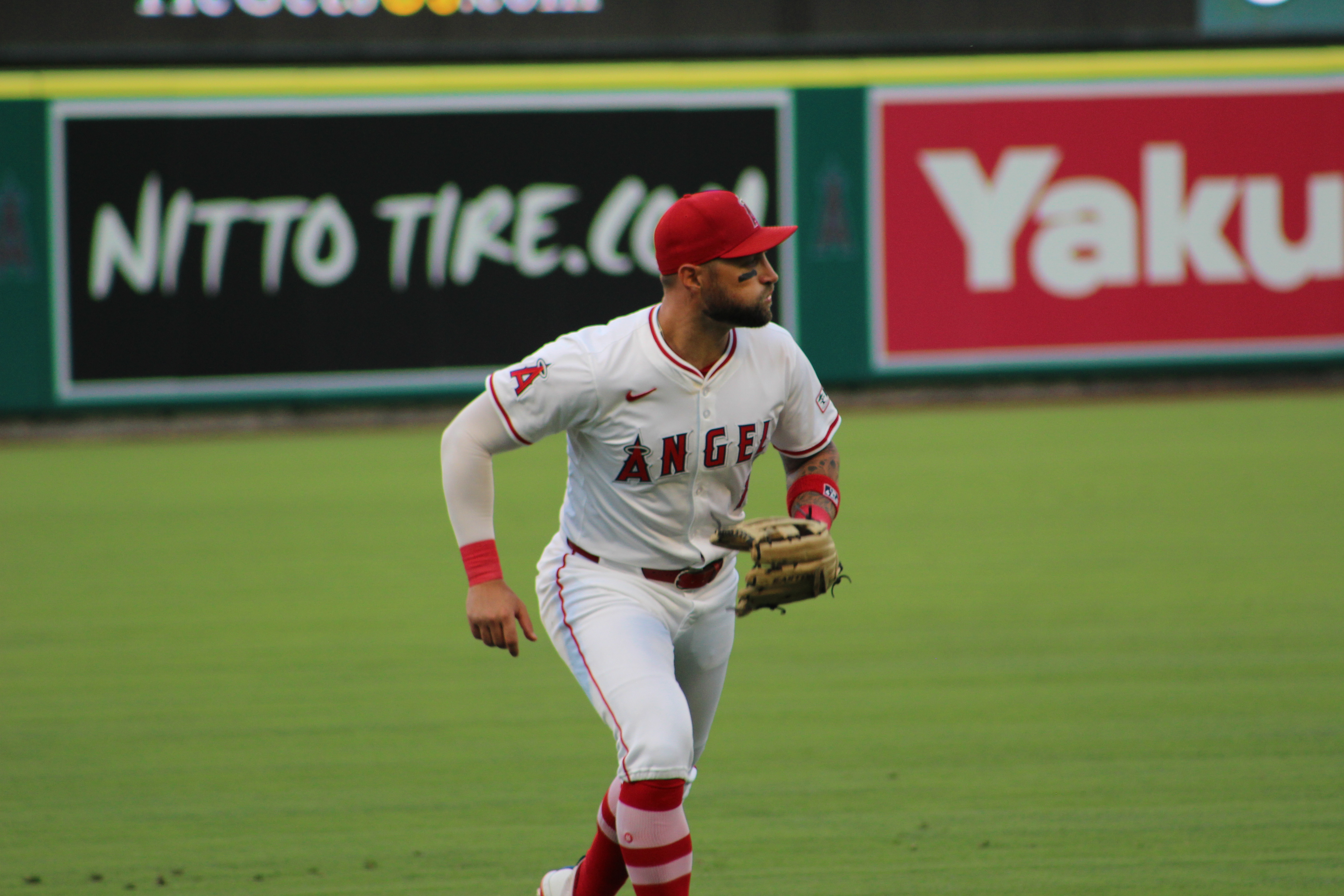
2024年的皮拉

2024年4月30日，遭逢傷兵潮的天使簽下皮拉，他在5月15日達成生涯百盜，19日敲出大聯盟生涯千安。整季他的打擊率為2成36，並敲出7轟與41分打點。他在7月6日達成於大聯盟打球滿10年的年資，他也在此時萌生退意。

### 德州遊騎兵
2025年2月23日，皮拉與遊騎兵簽下小聯盟約。他在球隊繳出2成09的打擊率，並敲出1轟與3分打點。他在5月25日被指定讓渡，31日遭到釋出。
2025年7月2日，皮拉宣布退休。

## 國際賽
2018年秋季，他代表大聯盟參加2018年美國職棒大聯盟美日明星賽。他在系列賽打擊率3成33。

## 個人生活
皮拉在2014年10月結婚。2017年10月，大女兒Kobie出生。

## 外部連結
- 球員資訊和成績在MLB ，ESPN ，Retrosheet ，Baseball Reference ，Baseball Reference (Minors) ，Fangraphs ，The Baseball Cube （英文）
- 凱文·皮拉的X（前Twitter）
- 凱文·皮拉的Instagram帳戶